# Hermann Park
Hermann Park est un des parcs public de Houston les plus visités. Il est situé entre Fannin Street et North MacGregor Way, il est situé à quelques minutes du Texas Medical Center, Rice University, et du Houston Museum District, et à quelques kilomètres de Third Ward, l'historique Astrodome et Reliant Stadium (Stade des Houston Texans). Le lieu appartenait à George H. Hermann en 1914. 
Hermann Park dispose aussi d'un site internet très complet retrouvable ici :https://www.hermannpark.org